# Glyphicnemis brevioides
Glyphicnemis brevioides là một loài tò vò trong họ Ichneumonidae.